# Rostislav Vaněk
Rostislav Vaněk (* 31. října 1945 Praha) je český typograf, tvůrce písma, grafický designér a vysokoškolský pedagog.

## Život
Studoval v letech 1960–1964 na SPŠ grafické v Praze u Vladimíra Ringese a mezi lety 1964–1970 ve studiu pokračoval na Vysoké škole uměleckoprůmyslové v Praze v ateliéru Karla Svolinského. Na téže škole působil od roku 1971 jako odborný asistent Eugena Weidlicha ve Speciálním ateliéru propagační tvorby a plakátu. Mezi roky 2001–2014 působil na VŠUP v pozici vedoucího ateliéru Grafický design a vizuální komunikace, v roce 2006 mu byl udělen akademický titul profesor. Od roku 2018 vede spolu s prof. MgA. Kristinou Fišerovou magisterský stupeň ateliéru Grafický design a vizuální komunikace na Fakultě designu a umění Ladislava Sutnara ZČU v Plzni.

## Dílo

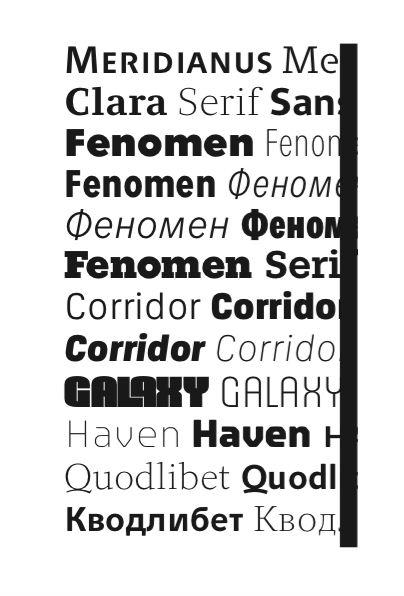
Ukázka písem písmolijny Signature Type Foundry

V roce 1974 stál spolu s Oldřichem Hlavsou a Jiřím Rathouským u vzniku sdružení Typo&. Roku 1976 se stal vedoucím výtvarné redakce nakladatelství Československý spisovatel, kde působil až do roku 1985. Spolupracoval s nakladatelstvími Artia, Odeon, Albatros aj. V roce 1995 inicioval založení TypoDesignClubu. Je určující osobností české písmolijny Signature Type Foundry založené roku 2008.
Prostřednictvím moderní typografie i kaligrafie zasahuje do celé šíře současného grafického designu od knih, plakátů, řešení výstavních prostor, piktogramů až po vizuální komunikaci. Je autorem písem Clara Sans (2012), Meridianus (2014), Haven (2014) aj.
Roku 1977 se podílel na vizuálním řešení interiéru budovy ČKD na Můstku, kterou navrhla architektka Alena Šrámková. Je autorem informačního systému pražské MHD, vizuálního stylu a loga ČSOB a ČSA.

### Výstavy
- 1977 Rostislav Vaněk: Typografie z knižní a užité grafiky, Strahovská knihovna, filozofický sál Praha
- 2004 R. Vaněk, z cyklu Osobnosti českého graf. designu, Muzeum umění a designu Benešov
- 2014 Rostislav Vaněk, retrospektiva, Pražákův palác, Moravská galerie Brno[4]

### Zastoupení ve sbírkách
- Deutsches Plakat, Museum Essen
- Lahden juliste museo, Lahti
- Moravská galerie v Brně
- Muzeum umění a designu Benešov
- Muzeum Plakatu w Wilanowie, Warszawa
- Poster Museum Paris
- Uměleckoprůmyslové muzeum, Praha